# Mazinawa laticoxa
Mazinawa laticoxa är en stekelart som beskrevs av Boucek 1993. Mazinawa laticoxa ingår i släktet Mazinawa och familjen puppglanssteklar. Inga underarter finns listade i Catalogue of Life.